# تکیه باغی
تکیه باغی مربوط به دوره قاجار است و در شهرستان اسکو، شهر ایلخچی، کوچه مسجد شاه مردان، تکیه باغی واقع شده و این اثر در تاریخ ۱۶ دی ۱۳۸۷ با شمارهٔ ثبت ۲۴۳۹۵ به‌عنوان یکی از آثار ملی ایران به ثبت رسیده است.